# Sciobia
Sciobia is een geslacht van rechtvleugeligen uit de familie krekels (Gryllidae). De wetenschappelijke naam van dit geslacht is voor het eerst geldig gepubliceerd in 1838 door Burmeister.

## Soorten
Het geslacht Sciobia omvat de volgende soorten:
- Sciobia algirica Gogorza, 1881
- Sciobia alluaudi Bolívar, 1925
- Sciobia appunctata Bolívar, 1912
- Sciobia azruensis Bolívar, 1925
- Sciobia barbara Saussure, 1877
- Sciobia batnensis Finot, 1893
- Sciobia bolivari Chopard, 1937
- Sciobia boscai Bolívar, 1925
- Sciobia bouvieri Bolívar, 1925
- Sciobia cephalotes Bolívar, 1925
- Sciobia chevreuxi Bolívar, 1925
- Sciobia chopardi Bolívar, 1925
- Sciobia cinereus Chopard, 1943
- Sciobia escalerai Bolívar, 1925
- Sciobia finoti Brunner von Wattenwyl, 1882
- Sciobia gogorzai Bolívar, 1912
- Sciobia hybrida Saussure, 1898
- Sciobia longicauda Gaillat-Airoldi, 1939
- Sciobia luctuosa Gogorza, 1881
- Sciobia lusitanica Rambur, 1838
- Sciobia maria Gorochov, 1985
- Sciobia mauretanicus Saussure, 1898
- Sciobia mazarredoi Bolívar, 1881
- Sciobia melillensis Bolívar, 1912
- Sciobia micropsychus Bolívar, 1912
- Sciobia mitratus Saussure, 1898
- Sciobia polita Bolívar, 1925
- Sciobia praticola Bolívar, 1884
- Sciobia riffensis Morales-Agacino, 1956
- Sciobia tatiana Gorochov, 1985
- Sciobia tristis Bolívar, 1925
- Sciobia umbraculata Linnaeus, 1758
- Sciobia uvarovi Bolívar, 1925
- Sciobia viettei Chopard, 1958
- Sciobia caliendra Fischer, 1853
- Sciobia foreli Saussure, 1898
- Sciobia natalia Gorochov, 1985